# Abu Hardub
Abu Hardub (tiếng Ả Rập: أبو حردوب) là một thị trấn của Syria nằm ở quận Mayadin, Deir ez-Zor. Theo Cục Thống kê Trung ương Syria (CBS), Abu Hardub có dân số 8.657 trong cuộc điều tra dân số năm 2004.
Các nguồn tin ủng hộ người Kurd và liên minh đã báo cáo vào ngày 2 tháng 1 năm 2018 rằng SDF đã chiếm được các thị trấn của Abu Hardub.